# Matriz de amortecimento
Na matemática aplicada, uma matriz de amortecimento é uma matriz correspondente a qualquer um dos sistemas de equações diferenciais ordinárias lineares. Uma matriz de amortecimento é definida da seguinte forma. Se o sistema tem {\displaystyle n} graus de liberdade {\displaystyle un} e está sob aplicação de m forças de amortecimento.
Cada força pode ser expressa da seguinte forma:
{\displaystyle f_{Di}=c_{i1}{\dot {u_{1}}}+c_{i2}{\dot {u_{2}}}+\cdots +c_{in}{\dot {u_{n}}}=\sum _{j=1}^{n}c_{i,j}{\dot {u_{j}}}}
Ela produz em forma de matriz;
{\displaystyle F_{D}=C{\dot {U}}}
onde C é a matriz de amortecimento composta pelos coeficientes de amortecimento:
{\displaystyle C=(c_{i,j})_{1\leq i\leq n,1\leq j\leq m}}